# Hospital regional de Bombo
El Hospital regional de Bombo (en inglés: Bombo Regional Hospital) es el hospital de referencia regional en Tanga, una localidad en el país africano de Tanzania. Fue construido por los alemanes. El hospital está afiliado al Instituto Nacional del Centro de Investigación Médica en Tanga, que está justo al lado. El Grupo de Trabajo sobre el Sida de Tanga, un miembro de la Iniciativa Regional del Este y Sur de África sobre la medicina tradicional y el Sida, tiene su sede en el Hospital de Bombo.